# Lola Herrera
María Dolores Herrera Arranz, més coneguda pel nom artístic de Lola Herrera, (Valladolid, 30 de juny de 1935) és una actriu de teatre, cinema, televisió i doblatges espanyola. El seu personatge més conegut és Carmen Sotillo, la dona que vetlla el seu difunt marit a Cinco horas con Mario, de Miguel Delibes, i que Herrera interpreta de manera intermitent des del 1979 als escenaris; aquest fet serviria de base el 1981 per a la pel·lícula Función de noche, de Josefina Molina.

## Biografia
Va néixer al barri de Las Delicias de Valladolid. Als dotze anys va guanyar un concurs de cant a la ràdio, imitant la cantant mexicana Irma Vila, "la reina del falset". Començà a treballar a Radio Valladolid, però ja el 1951 va fer la seva primera pel·lícula a Madrid, El pórtico de la gloria.
Des de la dàcada del 1970, va participar en obres de teatre per a la televisió dins el programa de TVE Estudio 1. També va col·laborar amb Chicho Ibáñez Serrador a Historias para no dormir (1968), i va treballar fent doblatges de cinema als estudis Cineson i Exa de Madrid.
Va esdevenir molt popular per la seva participació en comèdies de televisió com La casa de los líos, El grupo o Un paso adelante. També va participar en pel·lícules com El amor perjudica seriamente la salud, i en obres de teatre com Cinco horas con Mario, basada en una novel·la de Miguel Delibes.
Es va casar el 1960 amb l'actor Daniel Dicenta, fill de Manuel Dicenta, de qui es divorciaria el 1967. Natalia Dicenta, filla seva, també és actriu.

## Feina actoral

### Teatre
| - El campanero (1957) - La casa del odio (1958) - Jaque de reina (1959) - Hay alguien detrás de la puerta (1959) - ¡Béseme usted! (1960) - Las mujeres y yo (1960) - Las tres me quitaron el sueño (1960) - Lucy Crown (1960) - Las buenas personas (1961) - Querido salvaje (1961) - Chéri (1961) - Rebelde (1962) - El huevo (1963) - Cita en Senlis (1963) | - El baúl de los disfraces (1964) - Una estatua para las palomas (1964) - Jaque a la juventud (1965) - Ella, él y Salomón (1966) - Juegos de invierno (1967) - Adán 67 (1967) - English spoken (1968) - ...Pero en el centro, el amor (1968) - Fortunata y Jacinta (1969) - Amores cruzados (1970) - Stratojet 991 (1971) - El amor propio (1972) - Un soplo de pasión (1977) | - La familia baila (1977) - Alicia en el París de las maravillas (1978) - Cinco horas con Mario (1979 - present) - Juana del amor hermoso (1983) - Las amargas lágrimas de Petra von Kant (1985) - Jugando a vivir (1988) - Los últimos días de Emmanuel Kant (1990) - Palomas intrépidas (1990) - Eva al desnudo/A toda luz (1992) - Algo especial (1993) - Solas (2005) - Seis clases de baile en seis semanas (2008) - Querida Matilde (2011) - En el estanque dorado (2013) |

### Televisió

#### Teatre a la televisió
- El quinto jinete: Mister George (1/1/1976)
- El Teatro: Hay una luz sobre la cama (28/10/1974), Verano y humo (25/11/1974)
- Ficciones: Los ojos de la pantera (20/5/1974)
- Noche de teatro: Los tres etcéteras de Don Simón (3/5/1974)
- Historias de Juan Español: Juan Español, aprensivo (22/11/1972), Juan Español y Lolita (1/10/1973)
- Las doce caras de Eva: Acuario (1/1/1972)
- Del dicho al hecho: El que a hierro mata, a hierro muere (26/5/1971)
- Hora once: Yanko, el músico (6/5/1971), Adolescencia (19/2/1972), El recluta (11/3/1972), Las paredes oyen (29/10/1973)
- Juegos para Mayores: Gente divertida (1/3/1971)
- Sospecha: La trampa (9/11/1970), Mientras llega la noche (9/1/1971)
- Al filo de imposible: Veneno activo (11/7/1970)
- La risa española: Todos eran de Toronto (20/6/1969), Qué solo me dejas (18/7/1969)
- Pequeño estudio: La herida (10/1/1969), Los zapatos (25/6/1969)
- El Premio: La saga (2/12/1968)
- Fábulas: El cuervo y el zorro (14/4/1968)
- Historias para no dormir:[6] La casa (1/1/1968), El trasplante (15/3/1968)
- Teatro de siempre:[6] La Celestina (19/1/1967), La verdad sospechosa (6/4/1967), Las tres hermanas (27/10/1967), La losa de los sueños (26/1/1968), Juno y el pavo real (4/4/1968), El tiempo es un sueño (18/4/1968), Para ti es el mundo (23/5/1968), Mi familia (7/2/1969), Tormenta (10/9/1969), Mademoiselle de Lowenzorn (28/4/1971), Los empeños de una casa (27/3/1972)
- Las doce caras de Juan: Aries (2/12/1967)
- La otra música: La noticia (8/10/1967)
- Doce cuentos y una pesadilla: Por favor, compruebe el futuro (16/9/1967)
- Estudio 1:[2][6] La herida del tiempo (18/1/1967), Un marido ideal (30/8/1967), La comedia de la felicidad (2/1/1968), El pueblo veraniego (24/9/1968), La importancia de llamarse Ernesto (17/12/1968), Prohibido en otoño (7/4/1970), El árbol de los Linden (9/7/1970), Para ti es el mundo (5/3/1971), El emigrante de Brisbane (5/11/1971), Puebla de las mujeres (12/11/1971), Los blancos dientes del perro (25/2/1972), La risa (24/3/1972), El avaro (14/4/1972), Ventolera (7/7/1972), El complejo de Filemón (31/8/1973), Los Galeotes (22/3/1974), Mister George (8/3/1976), Los tres etcéteras de Don Simón (19/1/1978), Don Gil de las calzas verdes (28/3/1978), Los comuneros (8/6/1978)
- Telecomedia de humor: Hay otros hombres (11/12/1966), La dama duende (22/10/1967)
- Autores invitados: La otra ciudad (27/4/1966)
- Novela: Investigación judicial (7/6/1965), Juegos de invierno (6/11/1967), Tú eres la paz (11/12/1967), La vergonzosa ternura (26/2/1968), Biografía de Koch (3/6/1968), Las alas de la paloma (4/11/1968), El hombre de la oreja rota (19/5/1969), Cabeza de estopa (10/11/1969), Flores para Elena (9/2/1970), El amigo (29/6/1970), El Señor de Villemer (10/8/1970), Enrique de Legardère (26/7/1971), La aritmética del amor (29/1/1973), Selma Lagerlöf (29/7/1974)
- Escuela de maridos: Lección para mujeres (17/10/1964)
- Primera fila: Edén Término (15/7/1964), Invitación al castillo (3/3/1965)
- Estudio 3: El guateque (3/2/1964), La última hoja (13/4/1964)
- Confidencias: Ventisca (24/1/1964), Esto es amor (5/6/1964), El visitante (12/6/1964), Juicio íntimo (17/7/1964), Vacío (3/10/1964), Angelitos al cielo (7/11/1964)[7]
- Gran teatro: Los días felices (26/1/1962)

#### Sèries de televisió
- Las viudas (1977), a La 1[2]
- La barraca (1979), a La 1
- El señor Villanueva y su gente (1979), a La 1
- La casa de los líos (1996 - 2000), a Antena 3[2]
- El grupo (2000 - 2001), a Telecinco[6]
- Un paso adelante (2002 - 2005), a Antena 3[2]
- Fuera de lugar (2008), a La 1
- Las chicas de oro (2010), a La 1[2][12]
- Amar es para siempre (2015 - 2016), a Antena 3

### Cinema
| - Accidente 703 (1962) - Cristina Guzmán (1968) - La Lola, dicen que no vive sola (1970) - La graduada (1971) | - La semana del asesino (1972) - Abortar en Londres (1977) - Arriba Hazaña (1978) - Él y él (1980) | - Función de noche (1981) - La próxima estación (1982) - En penumbra (1987) - El amor perjudica seriamente la salud (1996) | - Primer y último amor (2002) - ¿Por qué se frotan las patitas? (2006) - La española inglesa (2015; telefilm) |

## Guardons

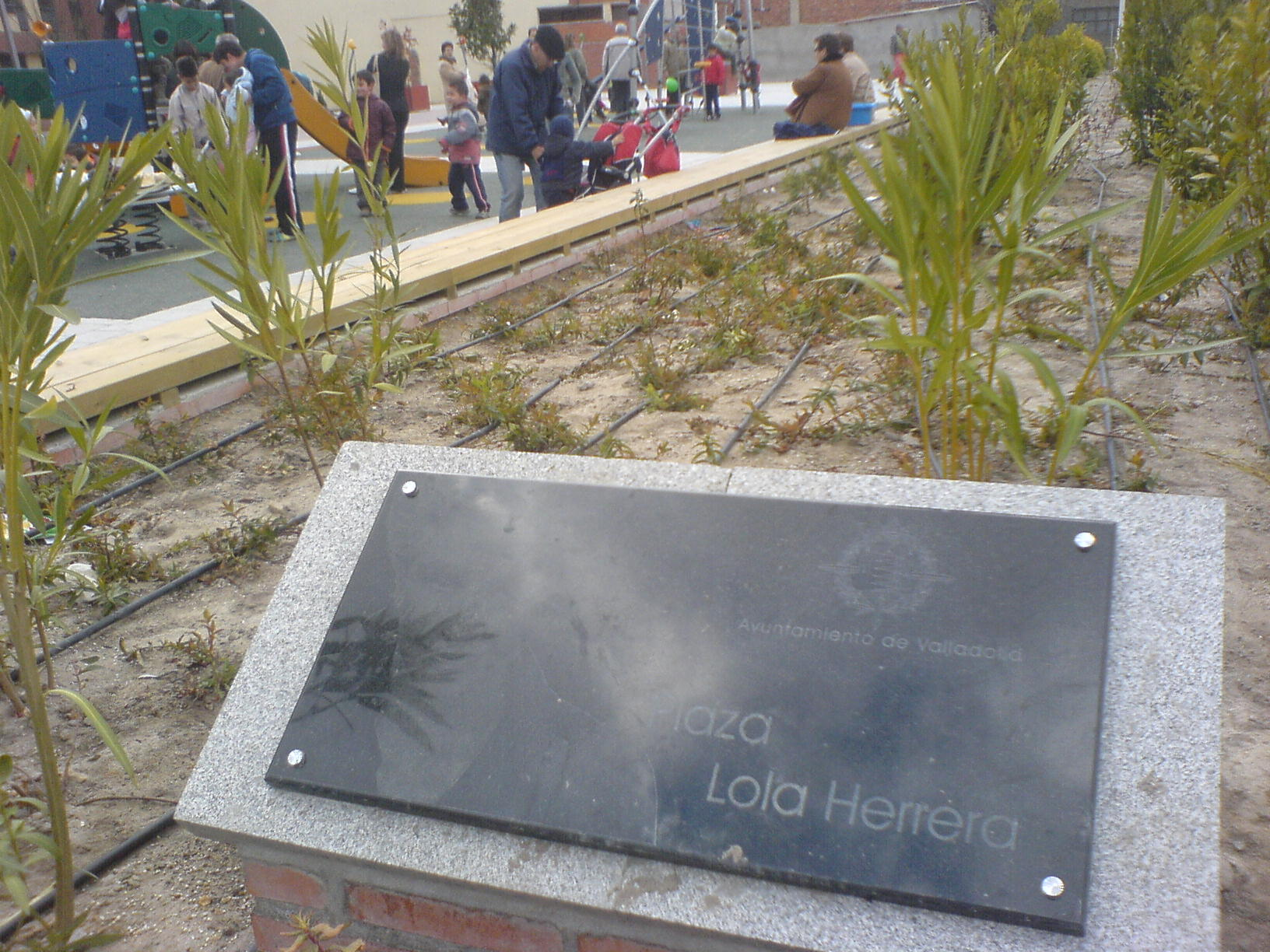
Placa de la plaça a Valladolid que duu el seu nom.

Entre altres premis, ha rebut la Medalla d'Or al Mèrit en les Belles Arts (1999), la Medalla al Mèrit en el Treball (2006), el Premi Max de les arts escèniques per Solas el 2006 i el Max d'Honor el 2016, el Fotogramas de Plata a la millor actriu de teatre per Cinco horas con Mario (2005) i per Solas (2006), i el Premi Ercilla de teatre (2006) a tota una vida dedicada al teatre.
També ha rebut dos premis Antena de Oro els anys 1969 i 2010, i el TP d'Or a la millor actriu el 1977 per Las viudas i el 1979 per La barraca, i també un per la seva trajectòria, el 2009.
El 2007 es va inaugurar una plaça amb el seu nom al seu barri natal de Las Delicias (Valladolid), fruit d'una petició veïnal per retre homenatge a l'actriu.
L'any 2010 va rebre el Premi Nacional de Teatre Pepe Isbert al Teatro Circo (Albacete), i el 2018 va ser guardonada amb el Premi Ciudad de Alcalá al Teatro Salón Cervantes (Alcalá de Henares).

## Llibres publicats
- Me quedo con lo mejor. La Esfera de los Libros, 2013. ISBN 9788499708959